# California Gold - The Very Best of The Beach Boys
California Gold - The Very Best Of The Beach Boys es un álbum de compilación de The Beach Boys editado por Capitol para Europa en 1990. Se reeditó en 1991 bajo el título de The Very Best Of The Beach Boys.

## Lista de canciones
- Disco 1

| N.º | Título                                                 | Duración |  |
| 1.  | «Surfin' USA» (B. Wilson)                              |          |  |
| 2.  | «Surfer Girl» (B. Wilson)                              |          |  |
| 3.  | «Little Deuce Coupe» (B. Wilson/R. Christian)          |          |  |
| 4.  | «In My Room» (B. Wilson/G. Usher)                      |          |  |
| 5.  | «Fun Fun Fun» (B. Wilson/M. Love)                      |          |  |
| 6.  | «The Warmth of the Sun» (B. Wilson/M. Love)            |          |  |
| 7.  | «Be true to your school» (B. Wilson/R. Christian)      |          |  |
| 8.  | «I Get Around» (B. Wilson/M. Love)                     |          |  |
| 9.  | «Don't Worry Baby» (B. Wilson/R. Christian)            |          |  |
| 10. | «All Summer Long» (B. Wilson/M. Love)                  |          |  |
| 11. | «Little Honda» (B. Wilson/M. Love)                     |          |  |
| 12. | «Wendy» (B. Wilson/M. Love)                            |          |  |
| 13. | «Girls On The Beach» (B. Wilson/M. Love)               |          |  |
| 14. | «Do You Wanna Dance» (B. Freeman)                      |          |  |
| 15. | «When I Grow Up (To Be a Man)» (B. Wilson/M. Love)     |          |  |
| 16. | «Dance Dance Dance» (B. Wilson/C. Wilson/M. Love)      |          |  |
| 17. | «Then I Kissed Her» (P. Spector/E. Greenwich/J. Barry) |          |  |
| 18. | «Help Me, Rhonda» (B. Wilson/M. Love)                  |          |  |
| 19. | «California Girls» (B. Wilson/M. Love)                 |          |  |
| 20. | «The Little Girl That I Once Knew» (B. Wilson)         |          |  |

- Disco 2

| N.º | Título                                                | Duración |  |
| 21. | «Barbara Ann» (F. Fassert)                            |          |  |
| 22. | «Sloop John B» (traducida arreglada por B. Wilson)    |          |  |
| 23. | «You're So Good to Me» (B. Wilson/M. Love)            |          |  |
| 24. | «God Only Knows» (B. Wilson/T. Asher)                 |          |  |
| 25. | «Wouldn't It Be Nice» (B. Wilson/T. Asher/M. Love)    |          |  |
| 26. | «You Still Believe in Me» (B. Wilson/T. Asher)        |          |  |
| 27. | «Caroline No» (B. Wilson/T. Asher)                    |          |  |
| 28. | «Good Vibrations» (B. Wilson/M. Love)                 |          |  |
| 29. | «Heroes and Villains» (B. Wilson/V. D. Parks)         |          |  |
| 30. | «Wild Honey» (B. Wilson/M. Love)                      |          |  |
| 31. | «Darlin'» (B. Wilson/M. Love)                         |          |  |
| 32. | «Friends» (B. Wilson/C. Wilson/D. Wilson/A. Jardine)  |          |  |
| 33. | «Do It Again» (B. Wilson/M. Love)                     |          |  |
| 34. | «I Can Hear Music» (J. Barry/E. Greenwich/P. Spector) |          |  |
| 35. | «Bluebirds over the Mountain» (E. Hickey)             |          |  |
| 36. | «Cotton Fields (The Cotton Song)» (Leadbelly)         |          |  |
| 37. | «Breakaway» (B. Wilson/R. Dunbar)                     |          |  |
| 38. | «California Dreamin'» (J. Phillips y M. Phillips)     |          |  |
| 39. | «Kokomo» (J. Phillips/S. McKenzie/M. Love/T. Melcher) |          |  |
| 40. | «Still Cruisin'» (M. Love/T. Melcher)                 |          |  |